# Louis-Pierre-Eugène Sédillot
Louis-Pierre-Eugène Amélie Sédillot (23 de junio de 1808-2 de diciembre de 1875) fue un orientalista, historiador de las ciencias y abogado francés.
Nació en París el 23 de junio de 1808. Era hijo del astrónomo y orientalista Jean Jacques Emmanuel Sédillot, y hermano menor del cirujano Charles-Emmanuel Sédillot. Estudió en el aristocrático Lycée Henri IV
Fue miembro del Consejo de la Société asiatique y de la Comisión Central de la Société de geographie.
En 1839 le fue conferida la Legión de Honor en grado de caballero.